# Kisesa (Simiyu)
Kisesa è una circoscrizione rurale (rural ward) della Tanzania situata nel distretto di Meatu, regione del Simiyu. Conta una popolazione di 19 509 abitanti (censimento 2012).